# Italská válka v letech 1551–1559
Italská válka v letech 1551–1559 začala, když Jindřich II. Francouzský vyhlásil válku císaři Svaté říše římské Karlu V. s cílem znovu získat části Itálie a zajistit francouzskou, nikoli habsburskou, dominanci v evropských záležitostech. Válka skončila podpisem mírové smlouvy z Cateau-Cambrésis mezi panovníky Španělska, Anglie a Francie v roce 1559. Historici zdůrazňují význam střelného prachu, nových stylů opevnění odolávajících dělostřelecké palbě a rostoucí profesionalizaci vojska.

## Časová osa
Toto je přehled významných událostí včetně bitev během války.

### Předzvěst (1547–1551)
- 10. září 1547: Pier Luigi Farnese, vévoda z Parmy, byl zavražděn, poté vojska císaře Karla V. obsadila Parmské vévodství.
- ? 1547: Ottavio Farnese, syn Pier Luigiho, se pokusil, ale neúspěšně, znovu získat Parmu z rukou císařské posádky pod velením Ferrante Gonzagy.
- 7. února 1550: Po smrti papeže Pavla III. byl v papežském konkláve zvolen papež Julius III., který okamžitě potvrdil vlastnictví Parmského vévodství Ottaviovi Farnesemu. To rozhněvalo císaře Karla V., jehož vojska stále vévodství okupovala.
- Červen – 8. září 1550: Andrea Doria dobyl Mahdiu ve jménu císaře Karla V.
- Konec roku 1550: Jindřich II. Francouzský obnovil francouzsko-osmanskou alianci v reakci na pád Mahdie.
- 27. května 1551: Jindřich II. Francouzský a Ottavio Farnese, vévoda z Parmy, podepsali obrannou alianci, čímž postavili Parmu pod francouzskou ochranu.

### První fáze (červen 1551 – únor 1556)
- Červen 1551: Vypukla parmská válka mezi císařem Karlem V. a papežem Juliem III. proti Jindřichovi II. Francouzskému a Ottaviovi Farnesemu.
- Červenec 1551: Invaze na ostrov Gozo. Osmanské vítězství nad maltézskými johanity.
- 15. srpna 1551: Obléhání Tripolisu. Osmané dobyli Tripolis od maltézských johanitů.
- Červenec 1551 – březen 1552: Obléhání Mirandoly. Vítězství Francie a rodu Farnese nad císařsko-španělsko-papežskou armádou.
- 15. ledna 1552: Chambordská smlouva. Jindřich II. Francouzský se spojil s německými protestantskými knížaty proti Karlu V.
- 29. dubna 1552: Dvouleté příměří ukončilo parmskou válku.
- Březen–srpen 1552: Druhá šmalkaldská válka (nebo povstání knížat). Protestantská knížata spojená s Francií porazila Karla V. (Pasovský mír, 2. srpna), zatímco Jindřich II. připojil Trojbiskupství k Francii.
- Červenec 1552: Francouzsko-osmanský nájezd na Reggio a Kalábrii. Francouzsko-osmanské vítězství nad Španělskem.
- 5. srpna 1552: Bitva u Ponzy. Francouzsko-osmanské vítězství nad Janovem (spojencem Karla V.).
- Červenec 1552: Protišpanělské povstání v Sieně.
- 17. července 1552: Sienské povstalce podpořila francouzská posádka, která bránila město proti pokusům o španělské znovudobytí.
- 19. října 1552 – 2. ledna 1553: Obléhání Mety. Francouzské vítězství nad císařskou armádou.
- Leden–únor 1553: Neapolský místokrál Pedro de Toledo y Zúñiga se s florentskou pomocí neúspěšně pokusil znovu dobýt Sienu.
- 11. dubna – 20. června 1553: Obléhání Thérouanne. Španělsko-císařské vítězství nad Francií. Karel V. nařídil Thérouanne srovnat se zemí jako pomstu za porážku u Met.
- 25. listopadu 1553: Cosimo I. Medicejský, vévoda florentský, podepsal tajnou smlouvu s Karlem V. o znovudobytí Sieny pro císaře.
- 1553–1559: Invaze na Korsiku. Osmané a Francouzi dočasně obsadili většinu Korsiky.
- 2. srpna 1554: Bitva u Marciana nebo Scannagalla. Rozhodující florentsko-španělské vítězství nad Sienou a Francií.
- 12. srpna 1554: Bitva u Renty. Francouzské vítězství nad císařskou armádou.
- Leden 1554 – 21. dubna 1555: Obléhání Sieny. Španělské vítězství nad Sienou a Francií. Konec Sienské republiky, která byla v roce 1559 připojena k Florentskému vévodství.
- Červen 1555: Neúspěšná mírová konference v Marcku v Calais.[2]
- Říjen 1555: Obnovena mírová jednání.[3]

### Příměří (únor–září 1556)
- 5. února 1556: Podepsáno Vaucelleské příměří mezi Karlem V. a Jindřichem II. Francouzským.[3]
- Abdikace Karla V.: Filip II. se stal španělským králem a pánem Nizozemí (16. ledna 1556 a 25. října 1555). Ferdinand I. se stal císařem Svaté říše římské (27. srpna 1556), ačkoli trvalo několik let, než císařský sněm (3. května 1558) a papež (1559) Ferdinanda uznali.

### Druhá fáze (září 1556 – duben 1559)
- 1. září 1556: Španělská invaze a okupace Papežského státu.
- Září–prosinec 1556: Pokusy o omezení obnovených bojů jen na Papežský stát selhaly a byly provedeny přípravy na rozsáhlou válku.[3]
- 6. ledna 1557: Gaspard II. de Coligny, francouzský guvernér Pikardie, zahájil útoky na Douai a Lens ve španělském Nizozemí, čímž obnovil severní frontu.[3]
- Srpen 1557: Obléhání Civitelly. Španělské vítězství nad Francií.
- 10.–27. srpna 1557: Bitva u St. Quentinu. Hispánsko-savojsko-anglické vítězství nad Francií.[3]
- 12. září 1557: Španělská okupace Papežského státu. Papež Pavel IV. podepsal separátní mír s vévodou z Alby (Španělskem).[3]
- 1.–8. ledna 1558: Obléhání Calais. Francouzské vítězství nad Anglií.[3]
- 17. dubna – 23. června 1558: Obléhání Thionville. Francouzské vítězství nad císařsko-španělskou armádou.
- Červenec 1558: Nájezd na Baleáry. Osmanské vítězství nad Španělskem.
- 13. července 1558: Bitva u Gravelines. Anglicko-španělské vítězství nad Francií.
- 21. září 1558: Smrt Karla V.
- 2. a 3. dubna 1559: Mírové smlouvy z Cateau-Cambrésis.
- 10. července 1559: Smrt Jindřicha II. na následky zranění při turnaji.

## Operace

### Středomořské tažení

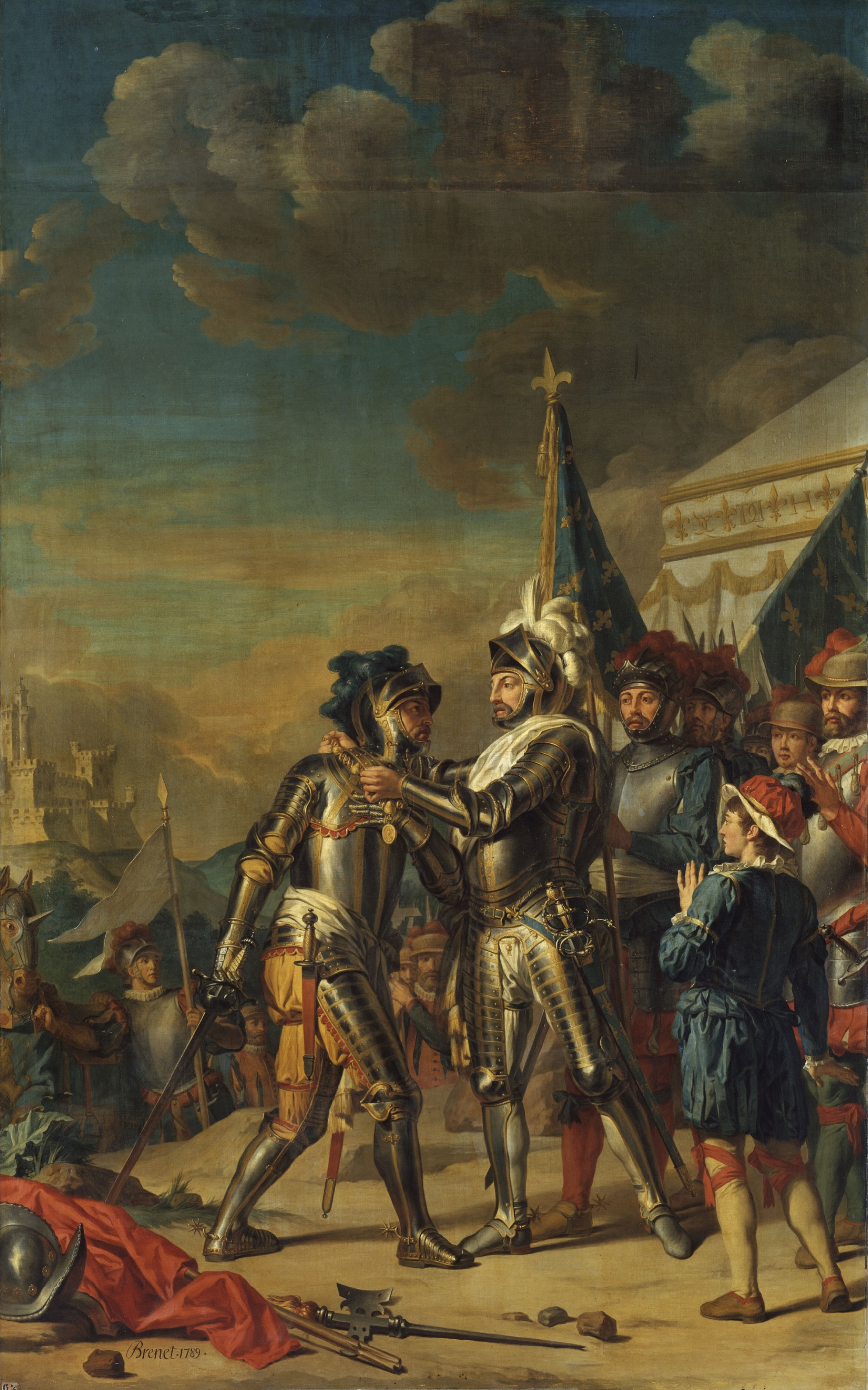
Jindřich II. uděluje Řád svatého Michala maršálu de Tavannesovi po bitvě u Renty 13. srpna 1554

Jindřich II. uzavřel smlouvu se Sulejmanem Nádherným, aby společně bojovali proti Habsburkům ve Středomoří. Tato aliance byla reakcí na dobytí Mahdie janovským admirálem Andreou Doriou 8. září 1550 ve prospěch Karla V. Spojenectví umožnilo Jindřichovi II. zaměřit se na francouzské výboje směrem k Rýnu, zatímco francouzsko-osmanská flotila bránila jižní Francii.
Obléhání Tripolisu Osmany v roce 1551 bylo prvním krokem k rozsáhlé italské válce v letech 1551–1559 v evropském prostoru. Ve Středomoří byly francouzské galéry z Marseille pověřeny spoluprací s osmanskou flotilou. V roce 1552, když Jindřich II. zaútočil na Karla V., vyslali Osmané do západního Středomoří 100 galér, které doprovázely tři francouzské galéry pod velením Gabriela de Luetz d'Aramon. Společně prováděly nájezdy podél pobřeží Kalábrie v jižní Itálii a dobyly město Reggio. V bitvě u Ponzy, před ostrovem Ponza, se flotila střetla se 40 galérami Andrey Dorie, porazila Janovany a zajala sedm jejich galér. Tato aliance vedla také ke společné invazi na Korsiku v roce 1553. Osmané nadále obtěžovali habsburská území různými operacemi ve Středomoří, například osmanskou invazí na Baleárské ostrovy v roce 1558 na žádost Jindřicha II.

### Pozemní tažení

#### Parmská válka
Na pevninském bojišti byla počáteční fáze války poznamenána parmskou nástupnickou krizí. Nově zvolený papež Julius III. potvrdil Ottavia Farnese jako vévodu z Parmy a Piacenzy, zatímco císařské jednotky Karla V. okupovaly město od roku 1547 po atentátu na Ottaviova otce. Ottavio Farnese viděl ve Francii nejlepšího spojence proti císaři, a tak 27. května 1551 podepsal obrannou alianci s Jindřichem II. Francouzským, čímž Parmu postavil pod francouzskou ochranu. Karel V. to nemohl přijmout a přiměl papeže k uzavření spojenectví proti Francii a Parmě, což vedlo k vypuknutí parmské války v červnu 1551.
Hlavním střetem této fáze bylo obléhání Mirandoly, během něhož francouzsko-farneské síly úspěšně odrazily útoky papežsko-císařsko-španělských vojsk. Bojující strany se 29. dubna 1552 dohodly na dvouletém příměří, které Karel V. ratifikoval 10. května, čímž parmská válka skončila.

#### Šmalkaldská válka a obléhání Sieny
Mezitím se Jindřich II. spojil s německými protestantskými knížaty proti Karlu V. prostřednictvím Chambordské smlouvy z 15. ledna 1552. V počáteční ofenzívě do Lotrinska během druhé šmalkaldské války byl úspěšný – zmocnil se Trojbiskupství (Metz, Toul a Verdun) a zajistil si je vítězstvím nad Habsburky v bitvě u Renty (12. srpna 1554).
V roce 1552 vypuklo protišpanělské povstání v Sieně, což Jindřichovi poskytlo dalšího spojence. Dne 17. července 1552 se francouzsko-sienské síly zmocnily města a vyhnaly španělskou posádku. Sienští poté přivítali francouzskou posádku, aby zabránili pokusům o znovudobytí města Španěly.
Francouzská armáda v roce 1553 vpadla do Toskánska, aby podpořila Sienskou republiku. V lednu 1554 zahájili Španělé obléhání Sieny. Francouzská vojska byla napadena císařsko-florentskou armádou a 2. srpna 1554 byla poražena v bitvě u Marciana Gian Giacomem Medicim. Po 18 měsících obléhání Siena 15. dubna 1555 padla do španělských rukou. Ačkoli se ve městě Montalcino udržela exilová vláda sienských loajalistů až do 3. dubna 1559, území republiky bylo v témže roce smlouvou z Cateau-Cambrésis plně anektováno Florentským vévodstvím pod Cosimem I. Medicejským a později se v roce 1569 stalo součástí Toskánského velkovévodství.

#### Papežská fronta a bitva u St. Quentinu
Dne 5. února 1556 byla mezi Karlem V. a Jindřichem II. podepsána Vaucelleská smlouva. Po Karlově abdikaci v roce 1556 bylo habsburské impérium rozděleno mezi Filipa II. Španělského a Ferdinanda I., čímž se válečné bojiště přesunulo do Flander. Příměří bylo však brzy porušeno.
Papež Pavel IV. nesouhlasil s dohodou a vyzval Jindřicha II., aby se spojil s Papežským státem a napadl Španělské Neapolsko. Dne 1. září 1556 reagoval Filip II. preventivní invazí do Papežského státu s 12 000 muži pod velením vévody z Alby. Alba a jeho důstojníci dobyli a vyplenili mnoho osad, zatímco papež čekal na francouzské posily. Francouzské jednotky přicházející ze severu byly v srpnu 1557 poraženy při obléhání Civitelly. Filip II. ve spolupráci s Emmanuelem Filibertem, vévodou savojským, rozhodně porazil Francouze v bitvě u St. Quentinu (10.–27. srpna 1557).
Španělé se pokusili zablokovat Řím obsazením přístavu Ostia, ale byli vytlačeni papežskými vojsky. Když však francouzská vojska nebyla schopna pomoci papežským silám, byly tyto ponechány bez obrany a poraženy. Španělská vojska pod vévodou z Alby dorazila na okraj Říma, což přimělo Pavla IV. k uzavření míru. Dne 12. září 1557 papež podepsal mírovou smlouvu z Cave-Palestriny, ve které Papežský stát vyhlásil neutralitu. Císař Karel V. však dohodu kritizoval jako příliš velkorysou k papeži.

#### Vstup Anglie do války a bitva u Gravelines
Krátké francouzsky podporované povstání vedené Thomasem Staffordem proti anglické královně Marii I. vyústilo v třídenní obléhání Scarboroughského hradu v dubnu 1557. Marie v červnu 1557 vyhlásila válku Francii a anglická vojska pomohla dosáhnout vítězství u St. Quentinu v srpnu. Anglický vstup do války však vyprovokoval francouzské obléhání Calais v lednu 1558, což byla drtivá porážka pro Anglii.
Francouzské armády pustošily španělská území v Nizozemí a vyhrály obléhání Thionville (duben – červen 1558). Přesto Jindřich II. utrpěl těžkou porážku v bitvě u Gravelines (13. července 1558) a byl donucen přistoupit na mírovou dohodu, ve které se zřekl všech dalších nároků na Itálii.
Kromě vojenských neúspěchů vedly ke konci války i ekonomické problémy. V roce 1557 došlo k tzv. „dvojité platební neschopnosti“ – nejprve vyhlásila platební neschopnost Španělská říše, následně i Francie. Navíc Jindřich II. musel čelit rostoucímu protestantskému hnutí ve Francii, které se snažil potlačit.

### Vojenská technologie
Podle Omana (1937) byly bezvýsledné kampaně bez rozhodující bitvy do značné míry způsobeny neefektivním velením a nedostatkem ofenzivního ducha. Často byly využívány žoldnéřské jednotky, které se však ukázaly jako nespolehlivé. 
Hale zdůrazňuje obrannou sílu bastionových pevností, které byly navrženy v úhlech, které rozptýlily kanónovou palbu. Kavalerie, která dříve používala šokové taktiky k zastrašení pěchoty, tuto taktiku do značné míry opustila a místo toho se spoléhala na útoky z pistolí v postupných řadách. Hale také upozorňuje na přetrvávající používání zastaralých masových formací, což přičítá konzervativnímu myšlení velitelů. Celkově však zdůrazňuje nové úrovně taktické vyspělosti, které se v této době rozvíjely.

### Finance
V roce 1552 si Karel V. půjčil přes 4 miliony dukátů, přičemž samotná kampaň u Met stála 2,5 milionu dukátů. Mezi lety 1552–1553 dorazilo z Nového světa přes 2 miliony dukátů. Do roku 1554 se schodek rozpočtu vyšplhal na 4,3 milionu dukátů, a to i po předběžném vyčerpání všech daňových příjmů na šest let dopředu. Úroky z půjček stouply na 43 %, přičemž hlavními věřiteli byly bankovní rodiny Fuggerů a Welserů. V roce 1557 španělská koruna odmítala přijímat platby z Nového světa, protože byly zcela určeny na válečné výdaje (například na vítězství v bitvě u St. Quentinu v srpnu 1557).
Francie financovala válku především zvýšením daně taille a nepřímých daní, jako byla gabella (daň ze soli) a clo. Francouzská monarchie si také musela masivně půjčovat od finančníků s úrokem 10–16 %. V roce 1551 byla očekávaná výše daně taille odhadována na 6 milionů liber.
V 50. letech 16. století mělo Španělsko k dispozici asi 150 000 vojáků, zatímco Francie pouze 50 000.

## Smlouva z Cateau-Cambrésis (1559)

### Shrnutí

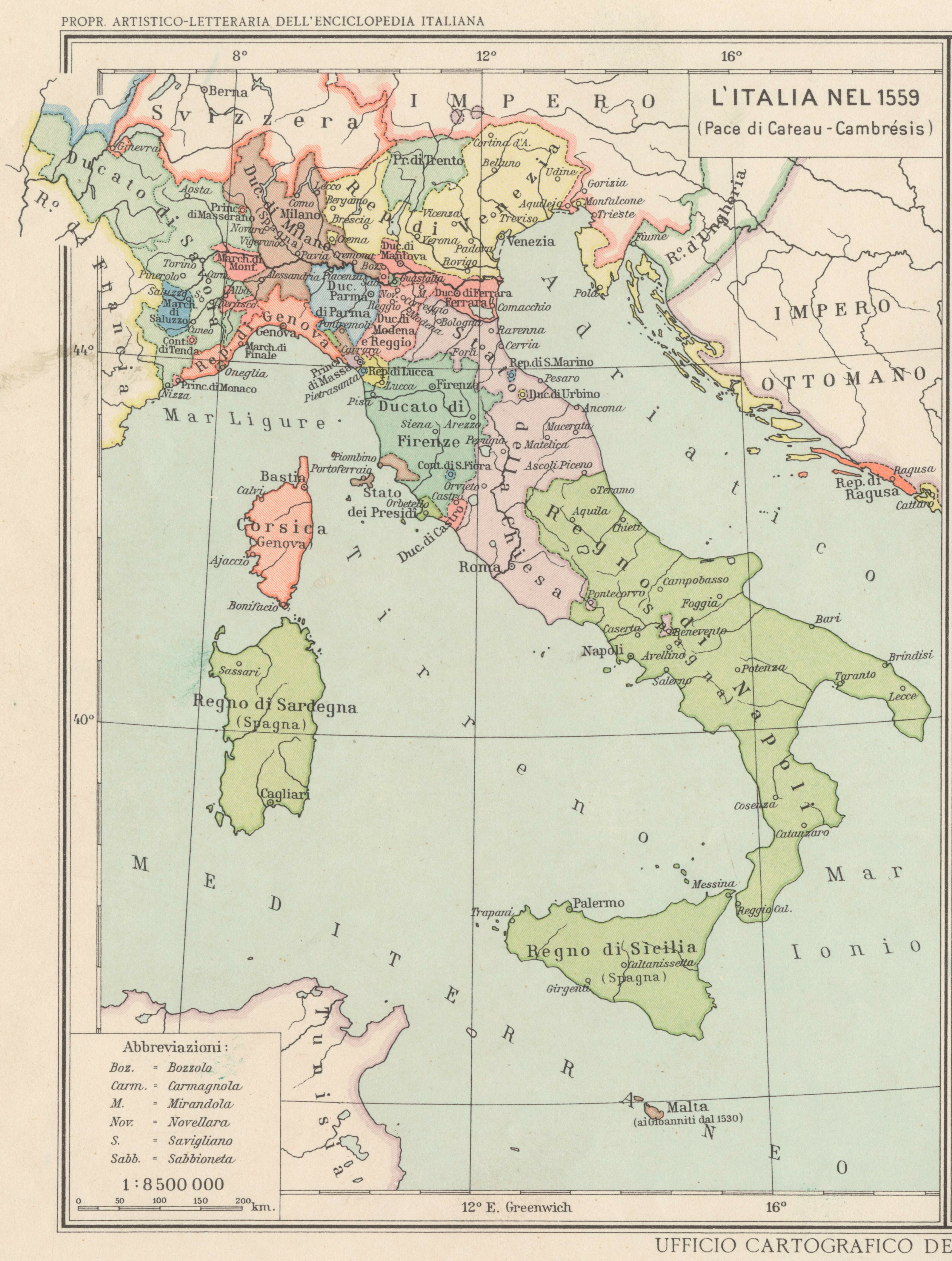
Itálie po smlouvách z Cateau-Cambrésis

Mírová smlouva z Cateau-Cambrésis (1559) byla soubor dvou dohod:
- První byla podepsána 2. dubna 1559 mezi Alžbětou I. Anglickou a Jindřichem II. Francouzským.
- Druhá byla podepsána 3. dubna 1559 mezi Jindřichem II. Francouzským a Filipem II. Španělským.[18]

Tímto byly ukončeny císařsko-francouzské války a celkový konflikt Habsburků a rodu Valois. Dohody schválil také císař Svaté říše římské Ferdinand I.
Konference se nezúčastnili samotní panovníci, nýbrž jejich velvyslanci a delegace. Mezi zúčastněnými státy bylo i několik italských vévodství – například Ottavio Farnese, vévoda z Parmy, vyslal jako svého zástupce Mantovana Curzia Gonzagu.

### Francouzsko-španělská dohoda
- Jindřich II. Francouzský uznal Filipa II. Španělského jako vládce Milána a Neapole.[24] Francie se vzdala dědičných nároků na Milánské vévodství, které bylo pod španělskou vládou a součástí Svaté říše římské.[25] Francie uznala španělskou kontrolu nad Neapolským,[24] Sicilským a Sardinským královstvím.[26]
- Jindřich II. a Filip II. se zavázali usilovat o svolání církevního koncilu pro reformu křesťanské církve a její sjednocení.[27]
- Španělsko vrátilo Francii Saint Quentin, Ham, Le Catelet a další města v severní Francii, dobytá během války.[27]
- Jindřich II. potvrdil převod Montferratského markrabství z roku 1536 na Mantovské vévodství, kterému vládl Guglielmo Gonzaga, spojenec Španělska.[27]
- Francie vrátila ostrov Korsiku Janovské republice, která byla spojencem Španělska a součástí Svaté říše římské.[25] Francouzští a janovští obchodníci získali plný přístup do přístavů toho druhého.[24]
- Francie uznala dobytí Sienské republiky z roku 1555 Florentskou republikou (spojencem Španělska) a postoupila území Presidi Filipovi II.[24]
- Manželská spojenectví:
  - Emanuel Filibert, vévoda savojský, si vzal Markétu Francouzskou, vévodkyni z Berry a sestru Jindřicha II.[28]
  - Alžběta z Valois, dcera Jindřicha II., se stala třetí manželkou Filipa II. Španělského.[28]
- Francie se stáhla z Piemontu a vrátila Savojsko-piemontské vévodství Emanuelovi Filibertovi[25] jako odměnu za jeho vítězství u St. Quentinu.[29] Emmanuel Filibert se zavázal zůstat neutrální v budoucích konfliktech.[pozn. 3]
- Francie si ponechala pět pevností v severní Itálii: poblíž Turína, Cherasca, Pinerola, Chivassa a Villanovy d'Asti.[31]
- Francie si ponechala Trojbiskupství (Metz, Toul a Verdun), která postoupil Mořic, kurfiřt saský za Jindřichovu podporu během druhé šmalkaldské války v roce 1552.[25][pozn. 4]

### Anglo-francouzská dohoda
- Anglie postoupila Francii Calais, dobyté Francouzi v roce 1558, na období osmi let.[25] Toto ustanovení bylo jen formální a Calais zůstalo trvale francouzské, přestože se Alžběta I. pokusila využít francouzské občanské války k jeho znovuzískání v roce 1562.

## Následky

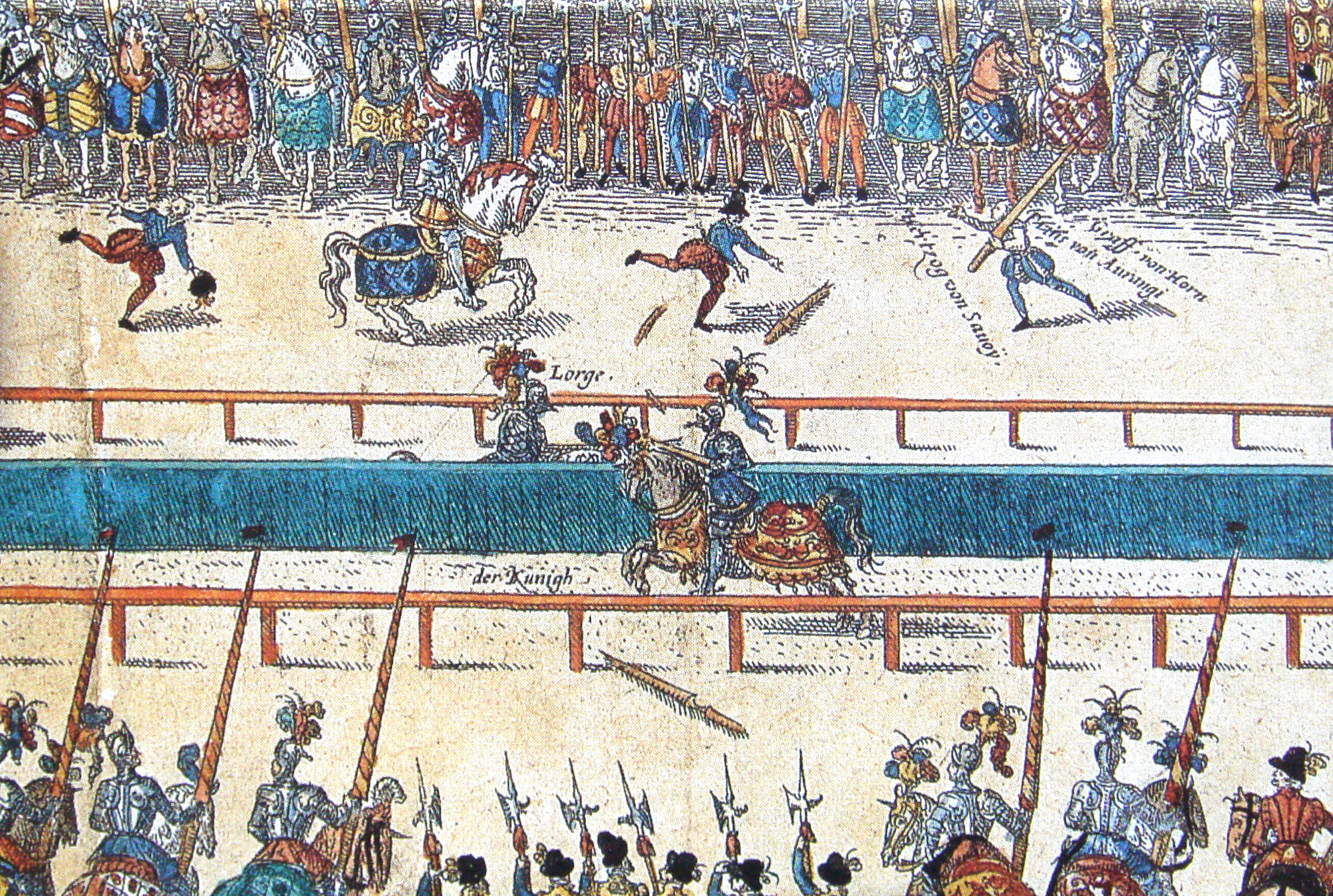
Smrtelný turnaj mezi Jindřichem II. a Montgomerym (pánem z „Lorges“)

Emmanuel Filibert, vévoda savojský, se oženil s Markétou Francouzskou, vévodkyní z Berry, sestrou Jindřicha II. Francouzského. Filip II. Španělský si vzal Alžbětu, dceru Jindřicha II. Francouzského. Dne 1. července se konal turnaj na oslavu míru, během kterého byl král Jindřich II. zraněn, když jedna z třísek z rozbitého kopí Gabriela Montgomeryho, kapitána Skotské gardy na francouzském dvoře, zasáhla jeho oko a pronikla do mozku. Zemřel o deset dní později, 10. července 1559. Jeho 15letý syn František II. nastoupil na trůn, ale i on zemřel v prosinci 1560, kdy ho nahradil jeho 10letý bratr Karel. Tato politická nestabilita, spojená s náhlým demobilizováním tisíců vojáků, kteří byli většinou neplacení, vedla k vypuknutí hugenotských válek v roce 1562, které Francii zachvátily na následujících třicet let.
Na konci válek byla přibližně polovina Itálie pod vládou španělských Habsburků, včetně celé jižní části (Neapol, Sicílie, Sardinie) a Milánského vévodství. Druhá polovina Itálie zůstala nezávislá (ačkoli sever byl většinou tvořen formálními lény rakouských Habsburků jako součást Svaté říše římské). Nejvýznamnější italskou mocenskou základnou zůstalo papežství ve střední Itálii, které si zachovalo velký kulturní a politický vliv během katolické reformace. Tridentský koncil, který byl během válek pozastaven, byl na základě podmínek mírových smluv znovu zahájen a skončil v roce 1563.
Po válce o španělské dědictví získalo většinu španělských držeb v Itálii Rakousko.